# La Ville-aux-Bois
La Ville-aux-Bois är en kommun i departementet Aube i regionen Grand Est (tidigare regionen Champagne-Ardenne) i nordöstra Frankrike. Kommunen ligger i kantonen Soulaines-Dhuys som ligger i arrondissementet Bar-sur-Aube. År 2022 hade La Ville-aux-Bois 28 invånare.

## Befolkningsutveckling
Antalet invånare i kommunen La Ville-aux-Bois
Referens: INSEE